# Beton streicheln – eine Begegnung mit Engelbert Kremser
Beton streicheln – eine Begegnung mit Engelbert Kremser ist ein Film von Regisseur Rafael Fuster Pardo, gedreht in Potsdam, Bremen, Lübeck, Barcelona und Berlin.

## Handlung
Aus einer sehr persönlichen Sicht – Fuster Pardo war, bevor er Film studierte, zehn Jahre lang Baukonstrukteur – liefert der Film ein ausführliches Porträt des Architekten und Malers Engelbert Kremser und seines Werkes.
Kremser, Erfinder der Earthwork-Architektur, blieb in Deutschland einsamer Rebell gegen die Architektur des rechten Winkels. Als Vertreter einer organischen Architektur, mit Vorbildern wie Antoni Gaudí, Hans Scharoun und Hermann Finsterlin, gelangen Kremser expressive und von der Fachwelt hoch anerkannte Bauten wie das Café am See im Britzer Garten Berlin, ebenso wie er als Restaurator und Erneuerer des Botanischen Gartens in Berlin respektvoll mit Alfred Koerners Werk umging.
Folgende Projekte werden im Film ausführlich vorgestellt:

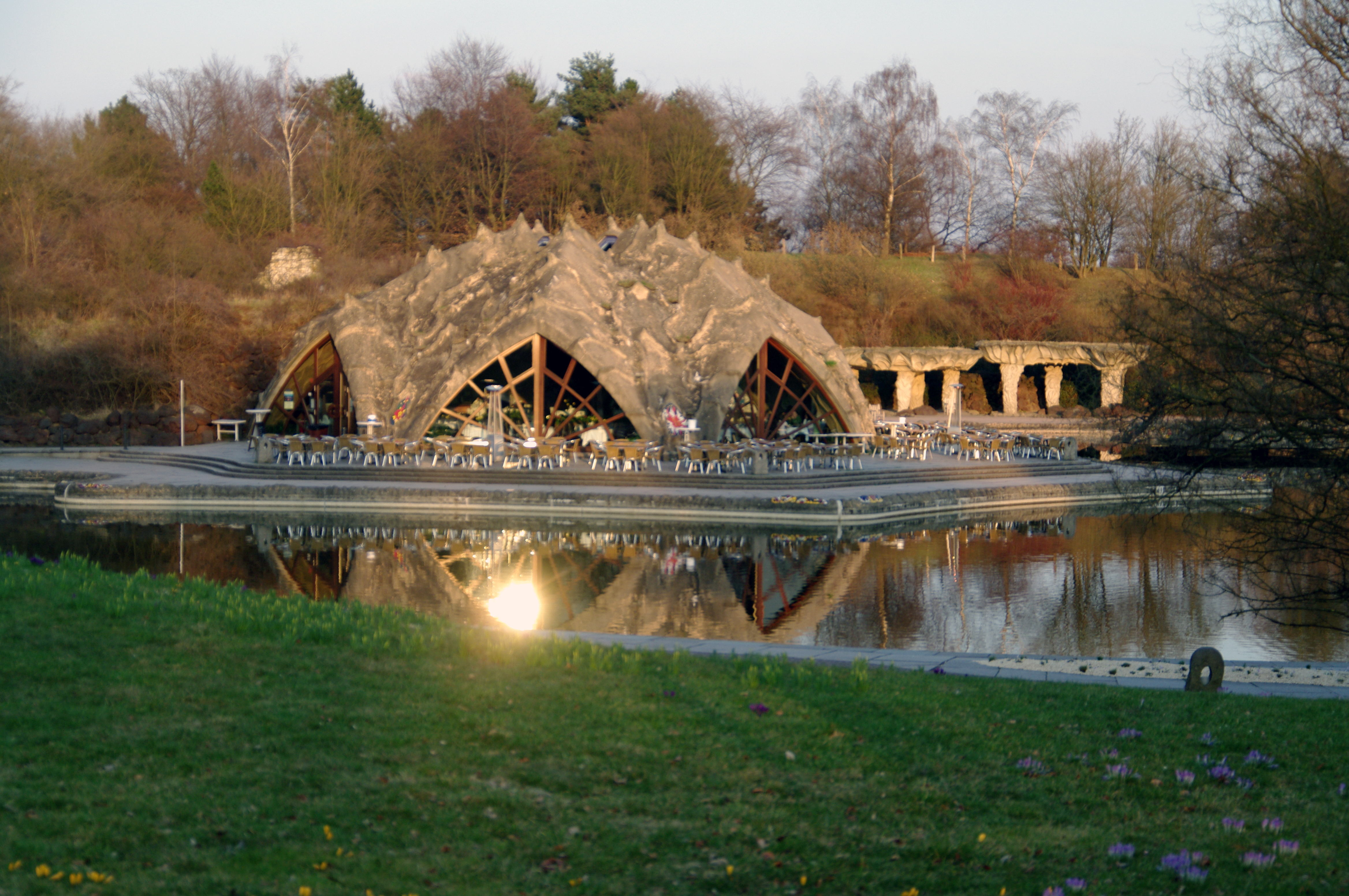
Das 1985 von Kremser entworfene Café am See im Britzer Garten

- Sein erster Bau, eine Dachterrasse in Berlin-Wannsee, die heute zerstört ist,
- Kinderspielhaus im Märkischen Viertel,
- Schaugewächshäuser im Botanischen Garten Berlin,
- Pflanzenschutzamt Berlin,
- Schülerhof im Schulzentrum an der Drebberstraße, Bremen-Hemelingen,
- Trullo und Kinderhaus Barbara in Lübeck,
- Gebäudelandschaft mit Café am See für die Bundesgartenschau 1985 in Berlin (Britzer Garten).

Der Film stellt Kremsers experimentelle Malerei und die Verbindung zu seiner Architektur vor und zeigt eine Ausstellung im Haus am Lützowplatz sowie seine Fotomontagen für die Ausstellung „Architettura fatta di Terra“ 1970 am Istituto Nazionale di Architettura in Rom.
Eingebunden in die Filmhandlung sind architekturhistorische Fragen an Manfred Sack, den langjährigen Architekturkritiker der Wochenzeitung Die Zeit, der als Zeitzeuge den Zuschauer in den historischen Kontext der 1970er und frühen 1980er Jahre einführt.

## Filmsprache
Der Film wechselt im Voranschreiten die filmsprachliche Syntax: Mal autobiographischer Bericht (der Prolog), mal ein Interview „Zeugen des Jahrhunderts“ im Stile eines Günter Gaus (das mit Ironie geführte Interview mit Manfred Sack), dann eine Doku-Fotomontage (der Bau des Kinderspielhauses), plötzlich ein unmittelbares Werkstattgespräch (der Botanische Garten), später ein Musikclip (die italienische Ausstellung), oder eine strenge, mit O-Ton-Atmosphären unterlegte Architekturmontage, ohne Off-Kommentar, in der die Umwelt- und Innengebäudegeräusche zu einer disparaten Melodie zusammengesetzt werden, wie bei Tatis Trafic (das Pflanzenschutzamt).
Jede Szene arbeitet, spielt, persifliert Filmmuster. Es entwickelt sich eine Dramaturgie der Steigerung (als Entsprechung zur Ägyptischen Prozessionsarchitektur, Kremsers Vorbild).
Zum Schluss des Films phantasiert die Montage in einem virtuosen Tanz von Musik, dokumentarischer, unmittelbarer Gesprächssituation und Ölbildern (die Kathedrale-von-Burgos-Gemälde-Sequenz).

## Auszeichnung
Der Film war 2006 Teil der Ausstellung Anstiftung zum Raum. Incitement to space im Deutschen Architektur Museum Frankfurt (DAM).